# Ernolsheim-lès-Saverne
Pour les articles homonymes, voir Ernolsheim.
Ernolsheim-lès-Saverne est une commune française située dans la circonscription administrative du Bas-Rhin et, depuis le 1er janvier 2021, dans le territoire de la Collectivité européenne d'Alsace, en région Grand Est.
Cette commune se trouve dans la région historique et culturelle d'Alsace et fait partie du parc naturel régional des Vosges du Nord.

## Géographie

### Localisation
Ernolsheim-lès-Saverne est une commune qui fait partie du canton et de l'arrondissement de Saverne.
Elle se trouve à 2,3 km de Dossenheim-sur-Zinsel, 4,4 de Monswiller et 7,8 de Saverne.

### Géologie et relief
La commune se compose de 79,61 hectares de territoires artificialisés (7,29 %), 411,01 hectares de territoires agricoles (37,64 %) et 601,79 hectares de forêts et milieux semi-naturels (55,11 %).
Espaces naturels :
- Six espaces protégés hors Natura 2000 :

Grossmatt,
Buech,
Grossmatt  - parcelle en maitrise d'usage,
Réserve de Biosphère, zone tampon,
Réserve de Biosphère, zone de transition
Parc naturel régional.
- Deux espaces protégés Natura 2000 :

Vosges du Nord,
Vosges du Nord.
- Trois zones naturelles d'intérêt écologique, faunistique et floristique (Znieff) :

Paysage de collines avec vergers du Pays de Hanau,
Prairies, vergers et vallons humides du piémont vosgien à Ernolsheim-lès-Saverne,
Forêts des plateaux gréseux des Vosges du Nord.
- Sites bioarchéologiques :

 Warthenberg-Daubenschlagfelsen..
Reliefs environnants : Engelskopf, Frohnberg, Polenberg, Rosskopt.

### Sismicité
Commune située dans une zone de sismicité modérée.

### Hydrographie et les eaux souterraines
Hydrogéologie et climatologie : Système d’information pour la gestion des eaux souterraines du bassin Rhin-Meuse :
Territoire communal : Occupation du sol (Corinne Land Cover); Cours d'eau (BD Carthage),
Géologie : Carte géologique; Coupes géologiques et techniques,
 Hydrogéologie : Masses d'eau souterraine; BD Lisa; Cartes piézométriques.
La commune est dans le bassin versant du Rhin au sein du bassin Rhin-Meuse. Elle est drainée par la Zinsel du Sud, le ruisseau le Fischbach, le ruisseau de Ernolsheim-Les-Saverne, le ruisseau le Lisselbaechel, le ruisseau le Maibaechel, le ruisseau le Rossbachel, le ruisseau le Schalckbaechel et le ruisseau le Wisselgraben,.
La Zinsel du Sud, d'une longueur totale de 30,9 km, prend sa source dans la commune de Wintersbourg et se jette  dans la Zorn à Steinbourg, après avoir traversé 15 communes. Les caractéristiques hydrologiques de la Zinsel du Sud sont données par la station hydrologique située sur la commune d'Eckartswiller. Le débit moyen mensuel est de 0,879 m3/s. Le débit moyen journalier maximum est de 14,7 m3/s, atteint lors de la crue du 3 février 2020. Le débit instantané maximal est quant à lui de 24,1 m3/s, atteint le 4 mai 2013.

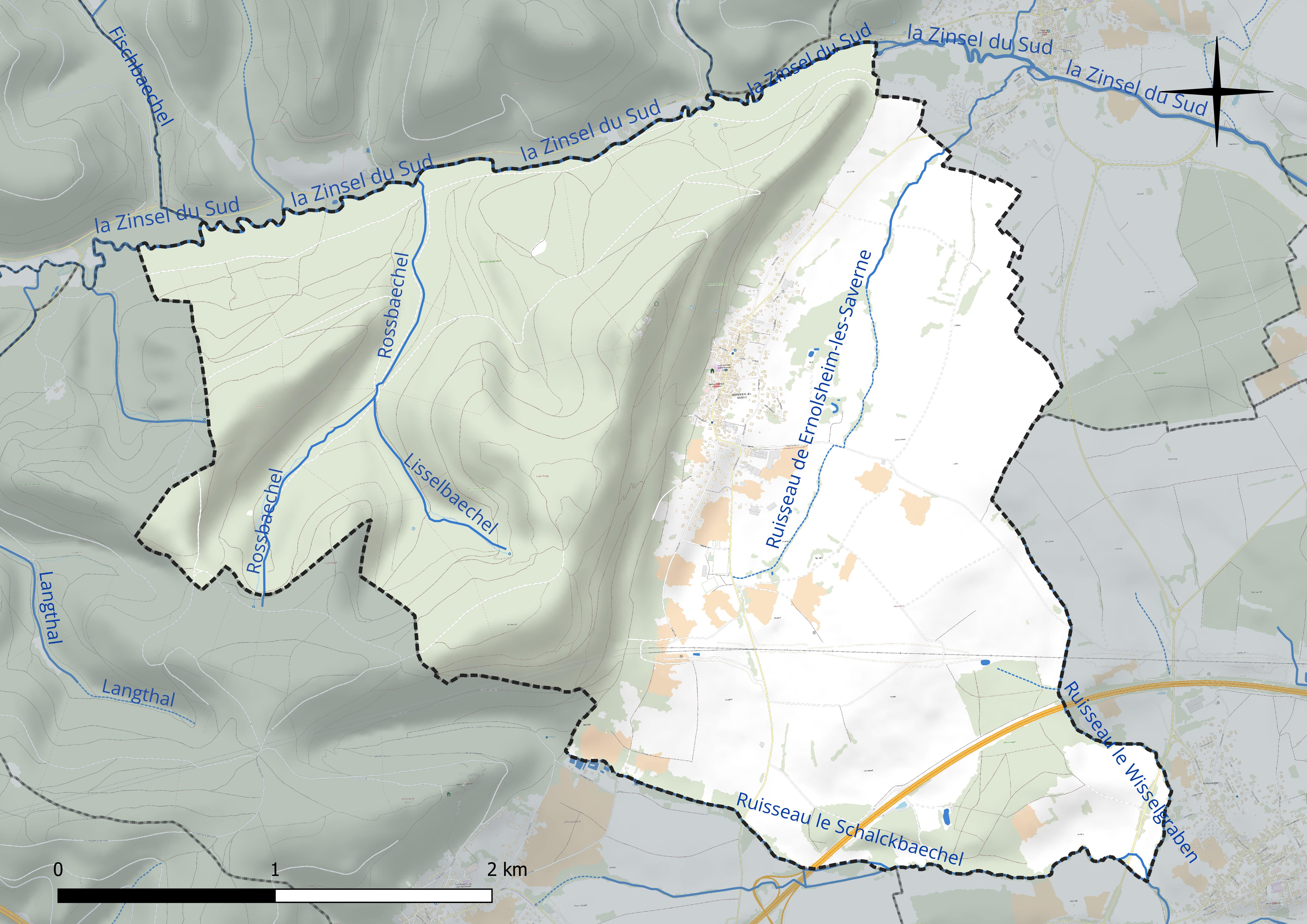
Réseau hydrographique d'Ernolsheim-lès-Saverne.

### Climat
Pour des articles plus généraux, voir Climat du Grand Est et Climat du Bas-Rhin.
En 2010, le climat de la commune est de type climat des marges montargnardes, selon une étude du Centre national de la recherche scientifique s'appuyant sur une série de données couvrant la période 1971-2000. En 2020, Météo-France publie une typologie des climats de la France métropolitaine dans laquelle la commune est exposée à un climat semi-continental et est dans la région climatique  Vosges, caractérisée par une pluviométrie très élevée (1 500 à 2 000 mm/an) en toutes saisons et un hiver rude (moins de 1 °C). 
Pour la période 1971-2000, la température annuelle moyenne est de 10,3 °C, avec une amplitude thermique annuelle de 17,7 °C. Le cumul annuel moyen de précipitations est de 868 mm, avec 11,1 jours de précipitations en janvier et 10,1 jours en juillet. Pour la période 1991-2020, la température moyenne annuelle observée sur la station météorologique de Météo-France la plus proche, « Uhrwiller_sapc », sur la commune de Uhrwiller à 17 km à vol d'oiseau, est de 10,9 °C et le cumul annuel moyen de précipitations est de 740,0 mm. 
La température maximale relevée sur cette station est de 38,7 °C, atteinte le 7 août 2015 ; la température minimale est de −18 °C, atteinte le 20 décembre 2009,,. 
Les paramètres climatiques de la commune ont été estimés pour le milieu du siècle (2041-2070) selon différents scénarios d'émission de gaz à effet de serre à partir des nouvelles projections climatiques de référence DRIAS-2020. Ils sont consultables sur un site dédié publié par Météo-France en novembre 2022.

### Voies de communications et transports

#### Voies routières
- D 219 vers Dossenheim-sur-Zinsel, Saint-Jean-Saverne, Eckartswiller[29],
- vers Neuwiller-les-Saverne.
- Autoroute A4, échangeur à Saverne.
- Autoroute A340

#### Transports en commun

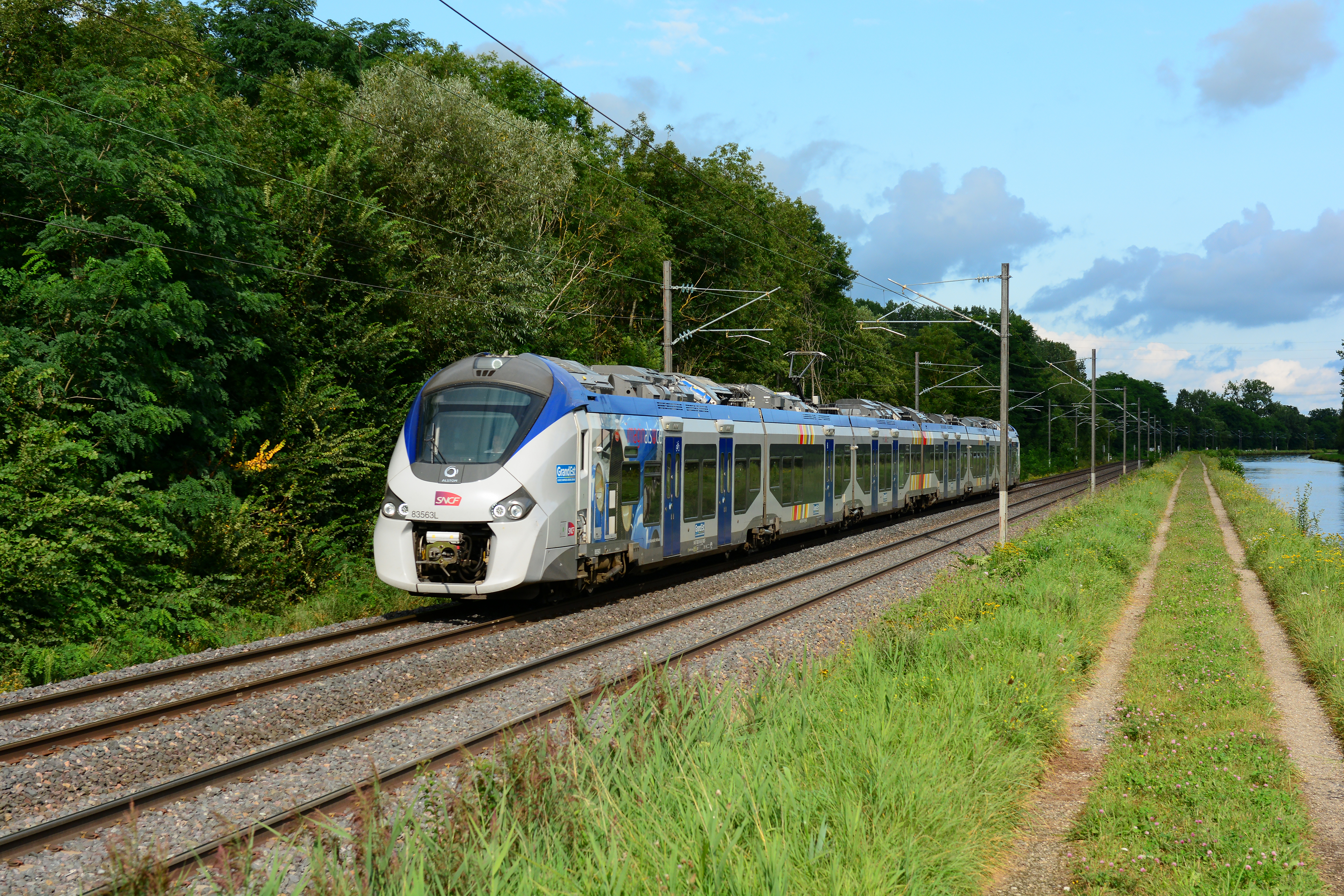
Gare de Steinbourg.

- Transports en Alsace.
- Fluo Grand Est.

##### SNCF
- Gare de Steinbourg.
- Gare de Zornhoff-Monswiller.
- Gare de Saverne

### Intercommunalité
Commune membre de la communauté de communes du Pays de Saverne.
|                                     |                        | Dossenheim-sur-Zinsel |
|                                     | Ernolsheim-lès-Saverne | Hattmatt              |
| Saint-Jean-Saverne et Eckartswiller | Monswiller             | Steinbourg            |

## Urbanisme

### Typologie
Au 1er janvier 2024, Ernolsheim-lès-Saverne est catégorisée bourg rural, selon la nouvelle grille communale de densité à sept niveaux définie par l'Insee en 2022.
Elle est située hors unité urbaine et hors attraction des villes,.

### Occupation des sols
L'occupation des sols de la commune, telle qu'elle ressort de la base de données européenne d’occupation biophysique des sols Corine Land Cover (CLC), est marquée par l'importance des forêts et milieux semi-naturels (55 % en 2018), une proportion sensiblement équivalente à celle de 1990 (55,7 %). La répartition détaillée en 2018 est la suivante : 
forêts (55 %), prairies (36 %), zones industrielles ou commerciales et réseaux de communication (3,8 %), zones urbanisées (3,5 %), cultures permanentes (1,7 %). L'évolution de l’occupation des sols de la commune et de ses infrastructures peut être observée sur les différentes représentations cartographiques du territoire : la carte de Cassini (XVIIIe siècle), la carte d'état-major (1820-1866) et les cartes ou photos aériennes de l'IGN pour la période actuelle (1950 à aujourd'hui).

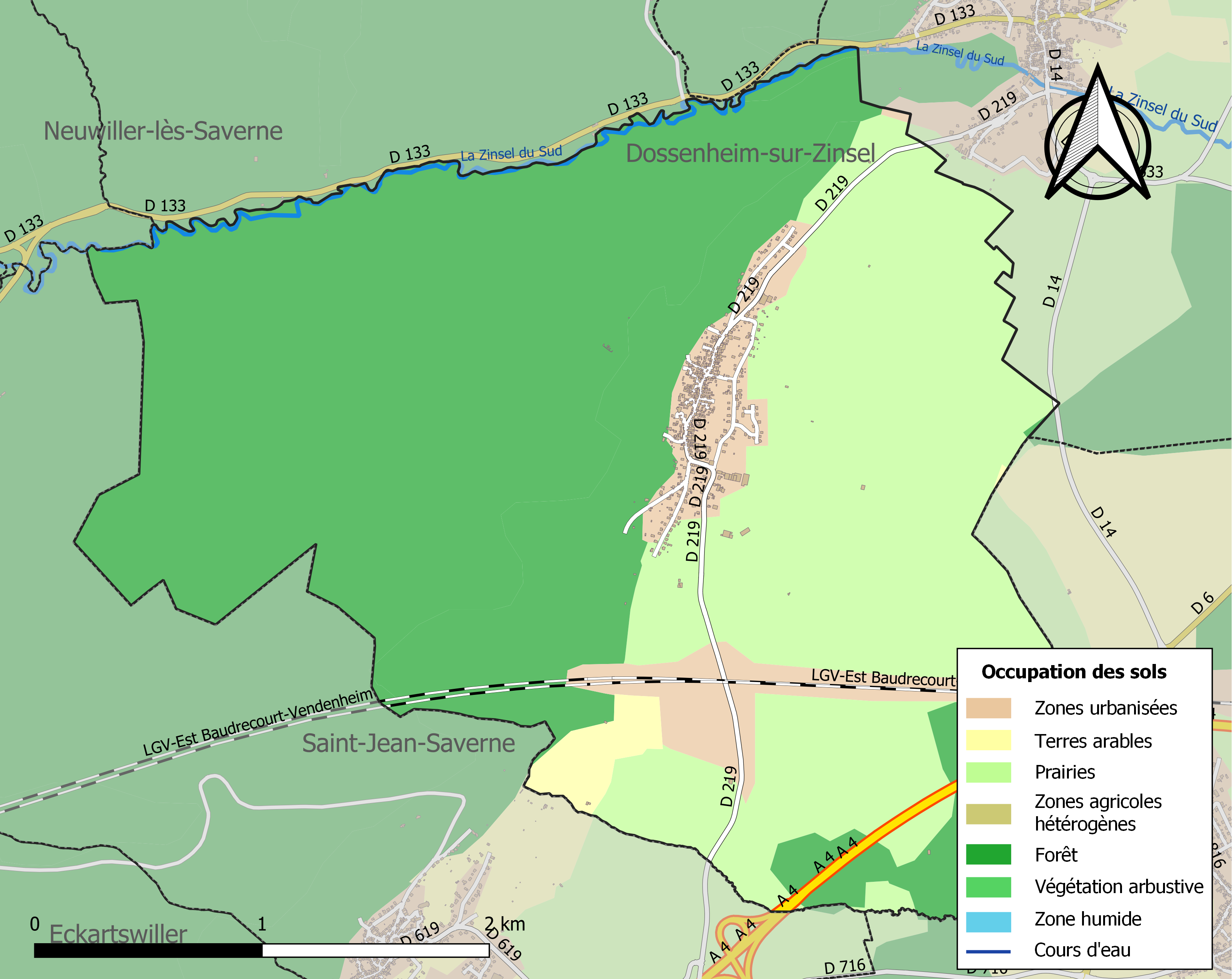
Carte des infrastructures et de l'occupation des sols de la commune en 2018 (CLC).

Commune bénéficiant d'un plan local d'urbanisme approuvé le 26 juin 2020.

## Histoire
Propriété  de  l’abbaye  de Neuwiller en 1178 puis au Comté de Hanau-Lichtenberg.
Le village adopte la Réforme luthérienne en 1545 et, en 1729, le simultanéum est introduit.
Le 5 mai 1956, la dénomination de la commune est passée de Ernolsheim-Saverne à Ernolsheim-lès-Saverne.

## Politique et administration
| Période                                  | Période                   | Identité                                        | Étiquette | Qualité      |
| ---------------------------------------- | ------------------------- | ----------------------------------------------- | --------- | ------------ |
| Les données manquantes sont à compléter. |                           |                                                 |           |              |
| 1971                                     | 1983                      | Ernest Bach                                     |           |              |
| 1983                                     | 1989                      | Jean-Pierre Adolff                              |           |              |
| 1989                                     | 2001                      | Robert Zimmermann                               |           |              |
| 2001                                     | 2014                      | Jeannot Schnell                                 |           |              |
| 2014                                     | En cours (au 31 mai 2020) | Alfred Ingweiler Réélu pour le mandat 2020-2026 |           | Ancien cadre |

### Budget et fiscalité 2023

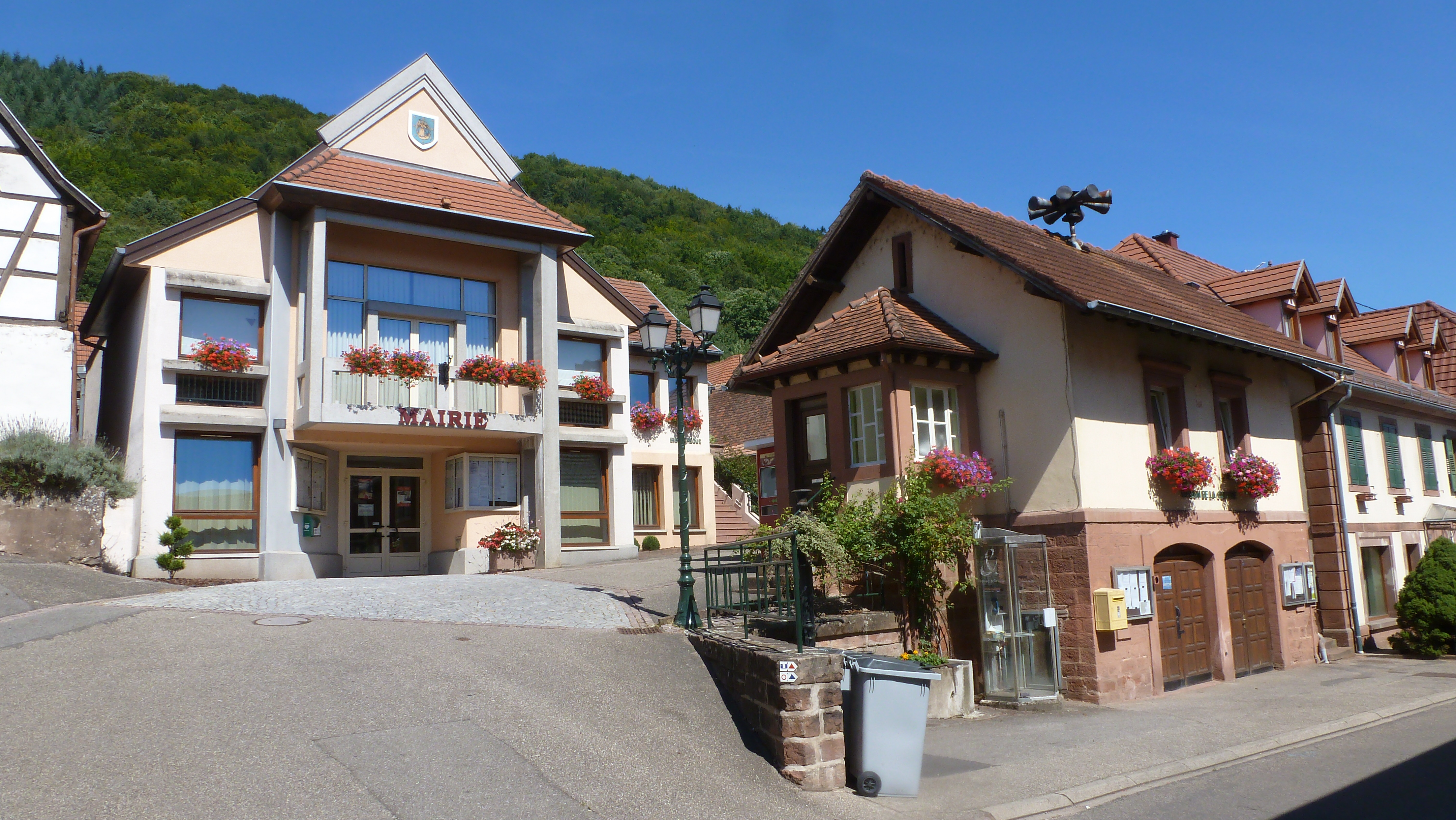
Mairie 85 rue Principale.

En 2023, le budget de la commune était constitué ainsi :
- total des produits de fonctionnement : 578 000 €, soit 962 € par habitant ;
- total des charges de fonctionnement : 418 000 €, soit 696 € par habitant ;
- total des ressources d'investissement : 189 000 €, soit 314 € par habitant ;
- total des emplois d'investissement : 267 000 €, soit 445 € par habitant ;
- endettement : 812 000 €, soit 1 352 € par habitant.

Avec les taux de fiscalité suivants :
- taxe d'habitation : 13,73 % ;
- taxe foncière sur les propriétés bâties : 25,63 % ;
- taxe foncière sur les propriétés non bâties : 82,63 % ;
- taxe additionnelle à la taxe foncière sur les propriétés non bâties : 0,00 % ;
- cotisation foncière des entreprises : 0,00 %.

Chiffres clés Revenus et pauvreté des ménages en 2021 : médiane en 2021 du revenu disponible, par unité de consommation : 24 990 €.

## Économie

### Entreprises et commerces

#### Agriculture
- Agriculture biologique et élevage de la race charolaise[43].

#### Tourisme
- Gîte équestre Les Quatre Saisons[44].
- Auberge du DaubenSchlag.
- Circuit archéologique reliant les principaux sites : le Plattenweg (voie romaine de montagne)[45], l'Oppidum de la Heidenstadt[46], le Mont Saint Michel (Michelsberg)[47], la Croix de Langenthal, la borne romaine, le château du Warthenberg au Daubenschlagfelsen[48].

#### Commerces
- Commerces et services de proximité[49].
- L'entreprise Pierre Lannier est basée à Ernolsheim depuis sa fondation en 1977.

## Population et société

### Démographie

#### Évolution démographique
L'évolution du nombre d'habitants est connue à travers les recensements de la population effectués dans la commune depuis 1793. Pour les communes de moins de 10 000 habitants, une enquête de recensement portant sur toute la population est réalisée tous les cinq ans, les populations de référence des années intermédiaires étant quant à elles estimées par interpolation ou extrapolation. Pour la commune, le premier recensement exhaustif entrant dans le cadre du nouveau dispositif a été réalisé en 2005.

En 2022, la commune comptait 601 habitants, en évolution de +2,39 % par rapport à 2016 (Bas-Rhin : +3,17 %, France hors Mayotte : +2,11 %).
| 1793 | 1800 | 1806 | 1821 | 1831 | 1836 | 1841 | 1846 | 1851 |
| ---- | ---- | ---- | ---- | ---- | ---- | ---- | ---- | ---- |
| 549  | 602  | 628  | 677  | 676  | 697  | 666  | 649  | 630  |

| 1856 | 1861 | 1866 | 1871 | 1875 | 1880 | 1885 | 1890 | 1895 |
| ---- | ---- | ---- | ---- | ---- | ---- | ---- | ---- | ---- |
| 575  | 563  | 569  | 573  | 556  | 545  | 546  | 537  | 513  |

| 1900 | 1905 | 1910 | 1921 | 1926 | 1931 | 1936 | 1946 | 1954 |
| ---- | ---- | ---- | ---- | ---- | ---- | ---- | ---- | ---- |
| 519  | 531  | 521  | 462  | 463  | 477  | 518  | 509  | 466  |

| 1962 | 1968 | 1975 | 1982 | 1990 | 1999 | 2005 | 2006 | 2010 |
| ---- | ---- | ---- | ---- | ---- | ---- | ---- | ---- | ---- |
| 456  | 465  | 486  | 513  | 562  | 593  | 597  | 600  | 600  |

| 2015 | 2020 | 2022 | - | - | - | - | - | - |
| ---- | ---- | ---- | - | - | - | - | - | - |
| 563  | 595  | 601  | - | - | - | - | - | - |

### Enseignement
Établissements d'enseignements :
- École maternelle et primaire,

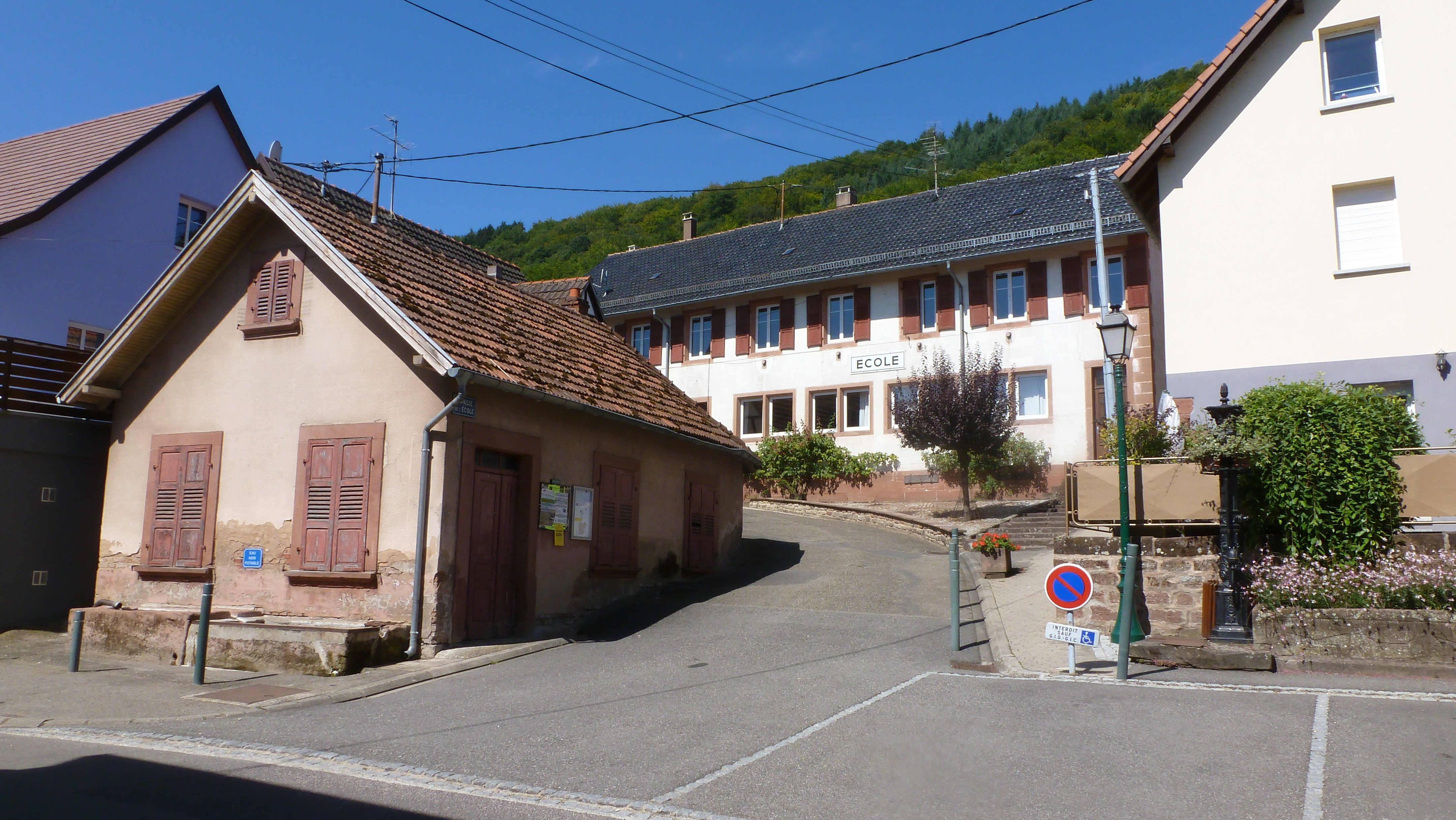
École Ernolsheim-lès-Saverne.

- Collèges à Saverne, Dettwiller, Phalsbourg,
- Lycées à  Saverne, Phalsbourg.

### Santé
Professionnels et établissements de santé :
- Médecins à Dossenheim-sur-Zinsel, Steinbourg, Monswiller,
- Pharmacies à Steinbourg, Monswiller, Neuwiller-lès-Saverne,
- Hôpitaux à Saverne, Phalsbourg, Reutenbourg.

### Cultes
- Culte protestant, paroisse d’Ernolsheim-lès-Saverne[56].
- Culte catholique, communauté de paroisses Piémont de Saint-Michel[57], diocèse de Strasbourg.

Ernolsheim-lès-Saverne est l'une des quelque 50 localités d'Alsace dotées d'une église simultanée.

### Événements et fêtes à Ernolsheim-lès-Saverne
- Le 2e dimanche de septembre : messti du village.

## Culture locale et patrimoine

### Lieux et monuments
- L’église paroissiale (Simultanéum), attestée en 1178, est dédiée à saint Michel[59].

Orgue Stier et Mockers (1849).
Bas-relief.
Aiguières.
Une cloche de 1810 et deux de 1930.
- Oppidum, fortifications de la Heidenstadt[65].
- Les ruines du château du Warthenberg situées sur le rocher du Daubenschlag, surplombant le village[66],[67].
- Monument aux morts[68] : conflits commémorés : guerres 1914-1918 - 1939-1945 - AFN-Algérie (1954-1962)[69],[70].
- Banc reposoir napoléonien.
- Borne romaine[71].
- Lavoir, puits et abreuvoirs[72].
- Le tunnel ferroviaire de Saverne, sur le tracé de la LGV Paris - Strasbourg.

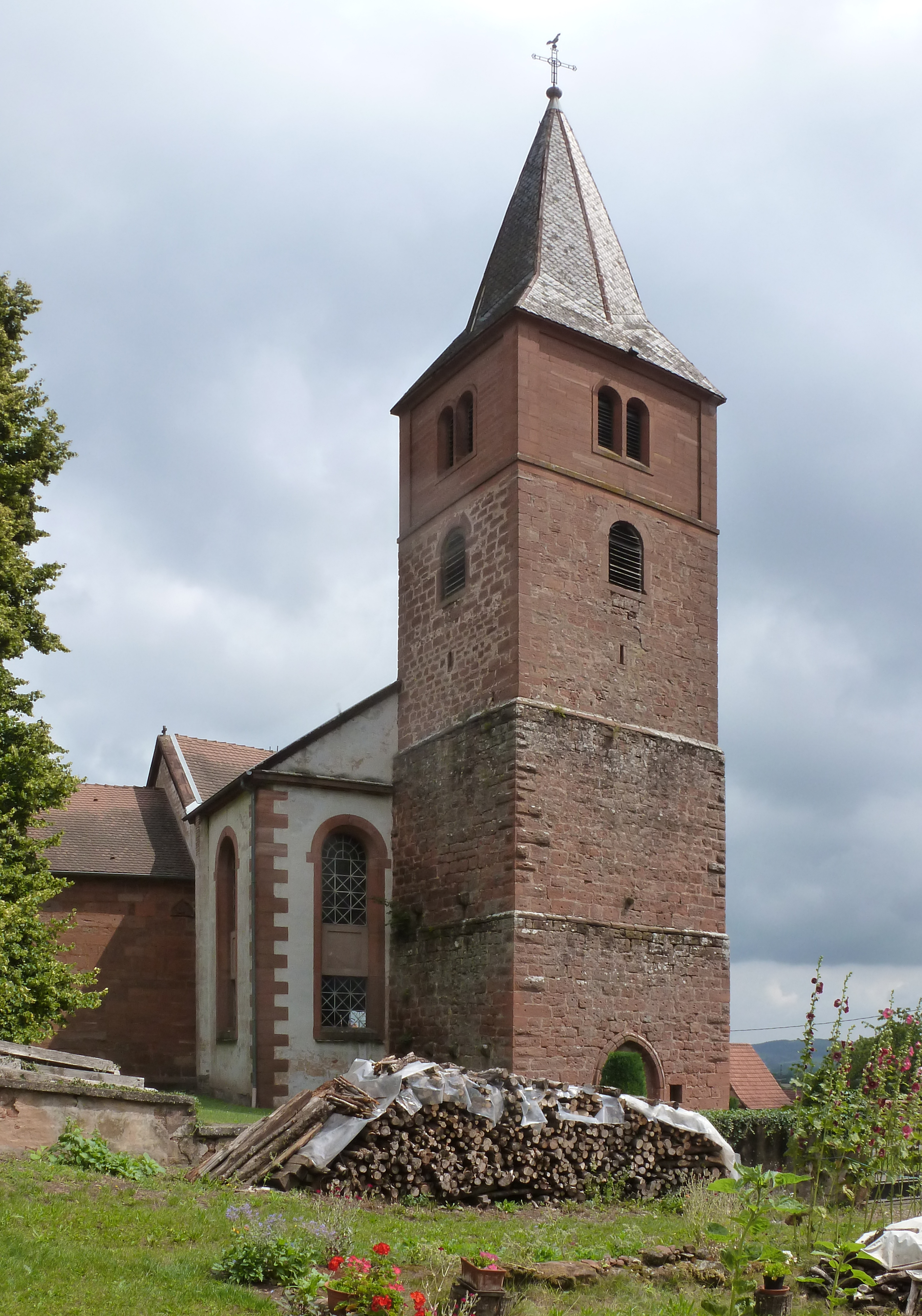
L'église simultanée Saint-Michel.
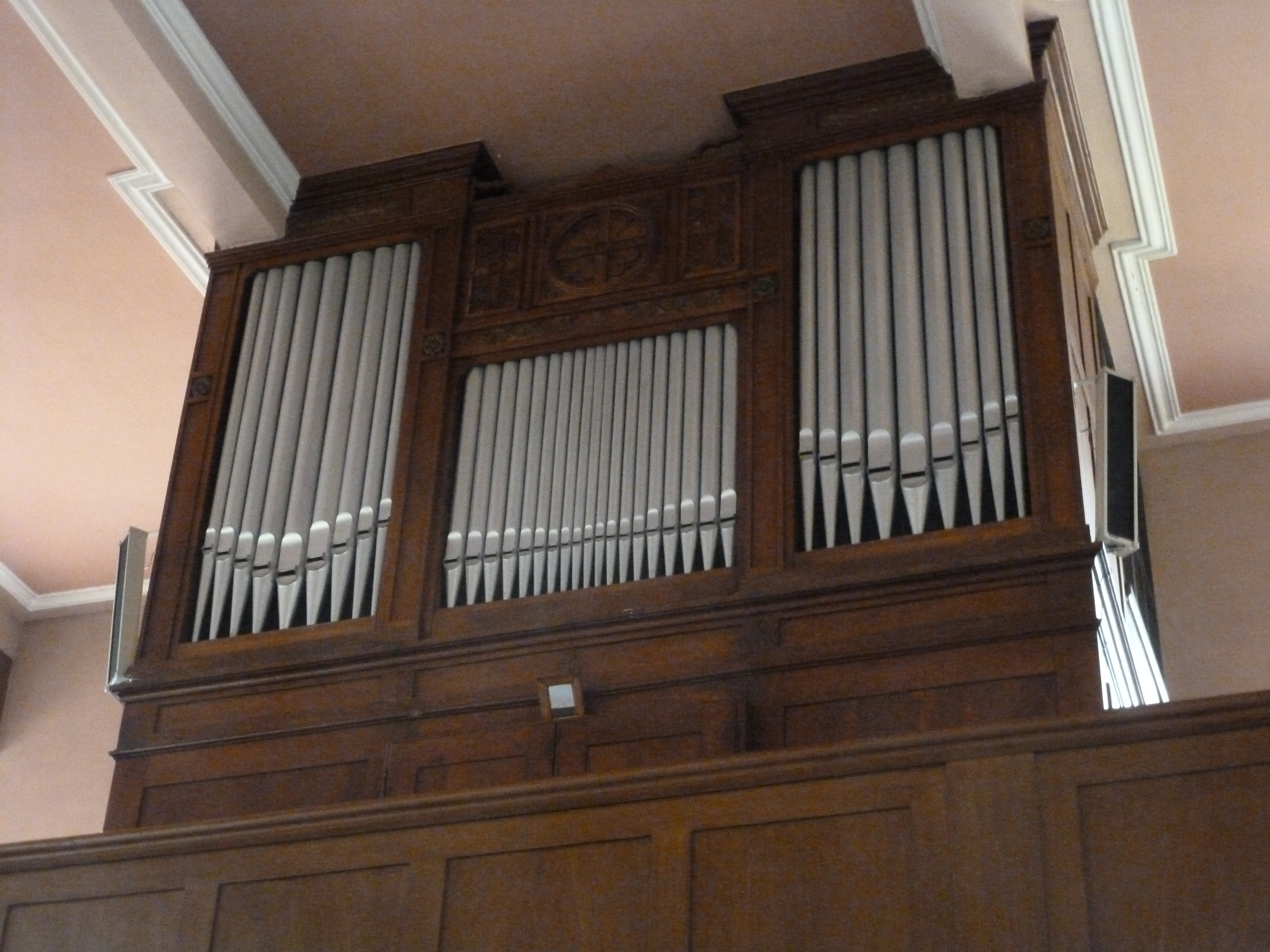
Orgue église Saint-Michel .
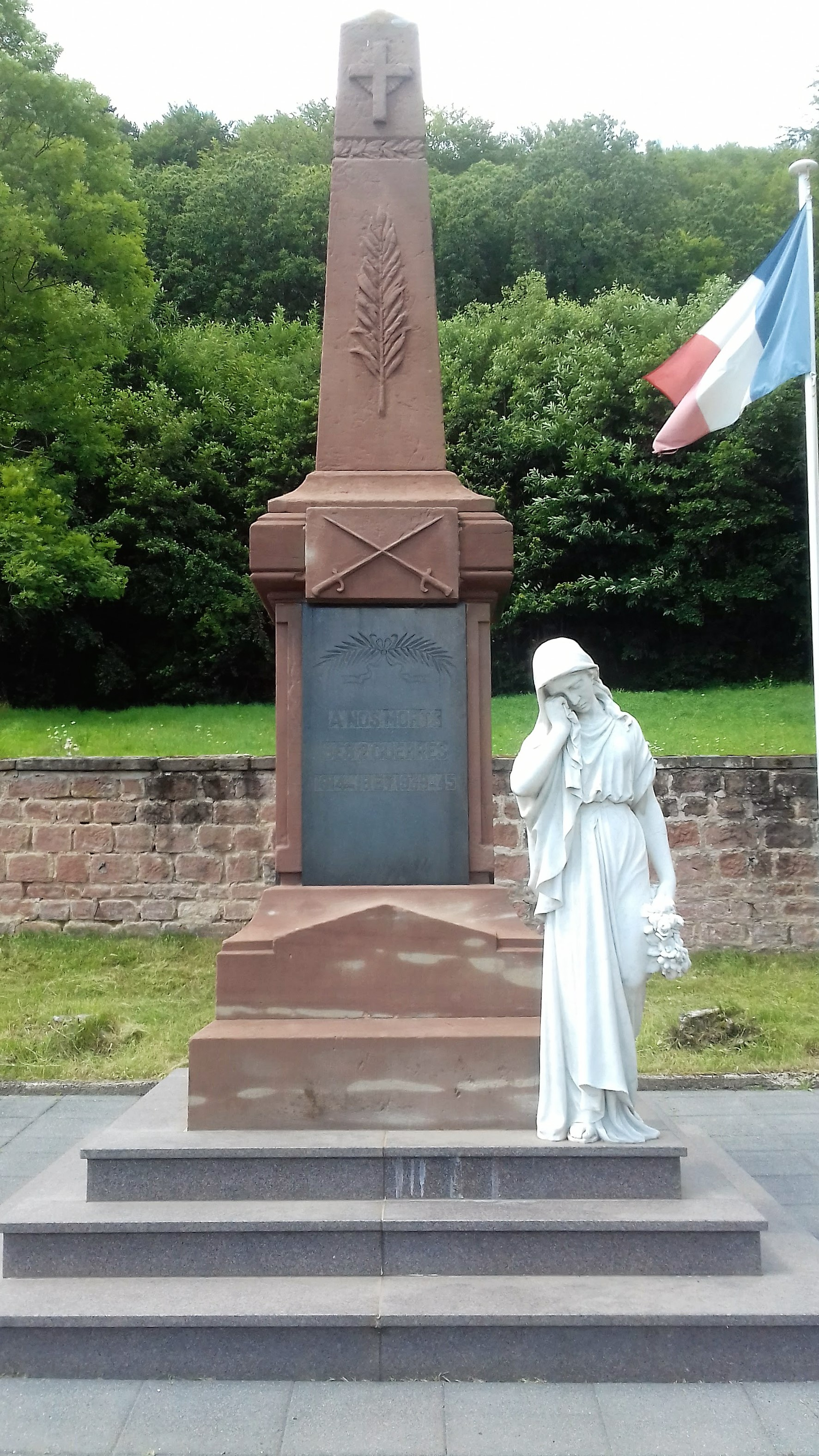
Monument aux morts.
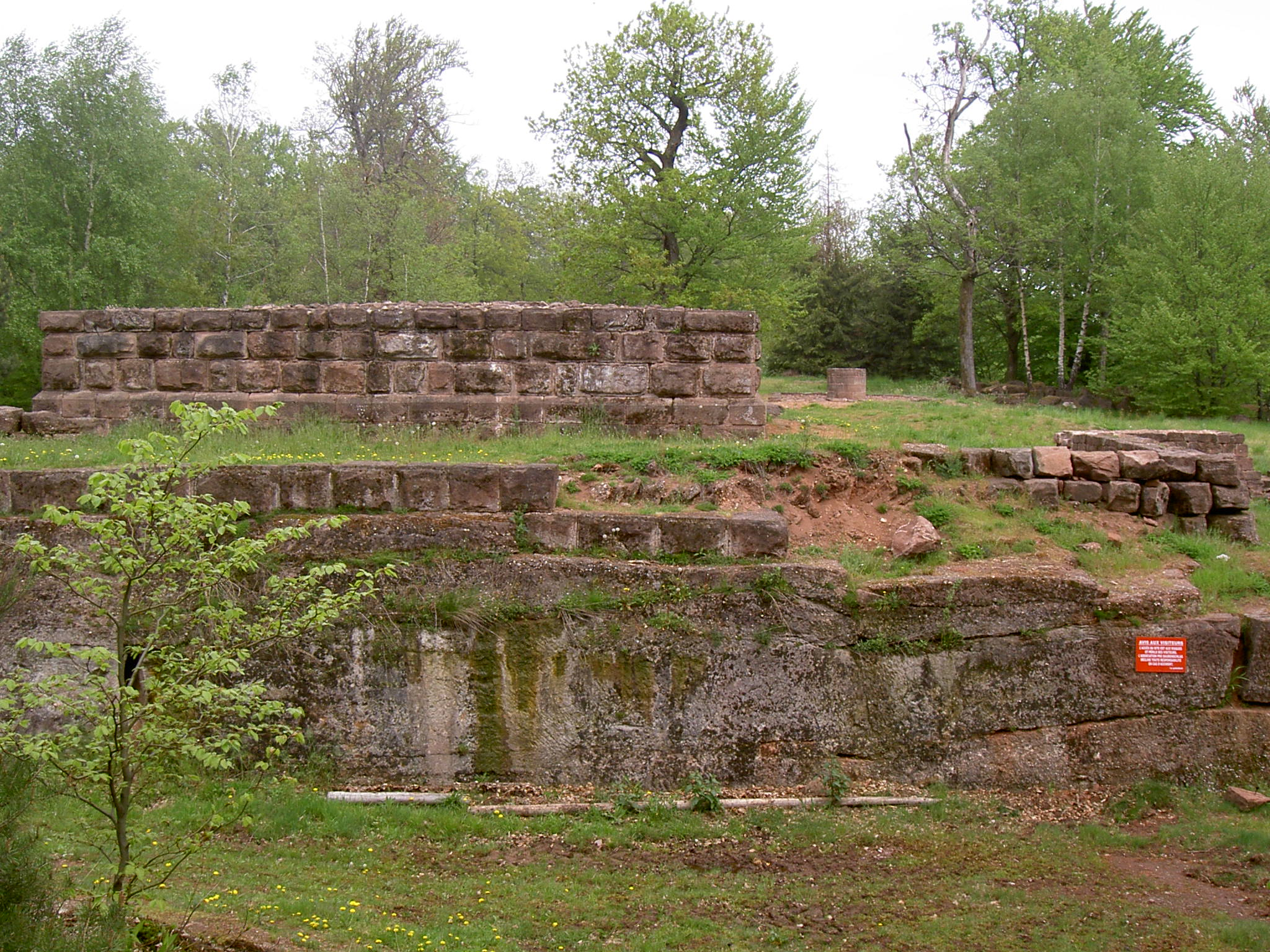
Ruines du château du Warthenberg (Rocher Daubenschlag).
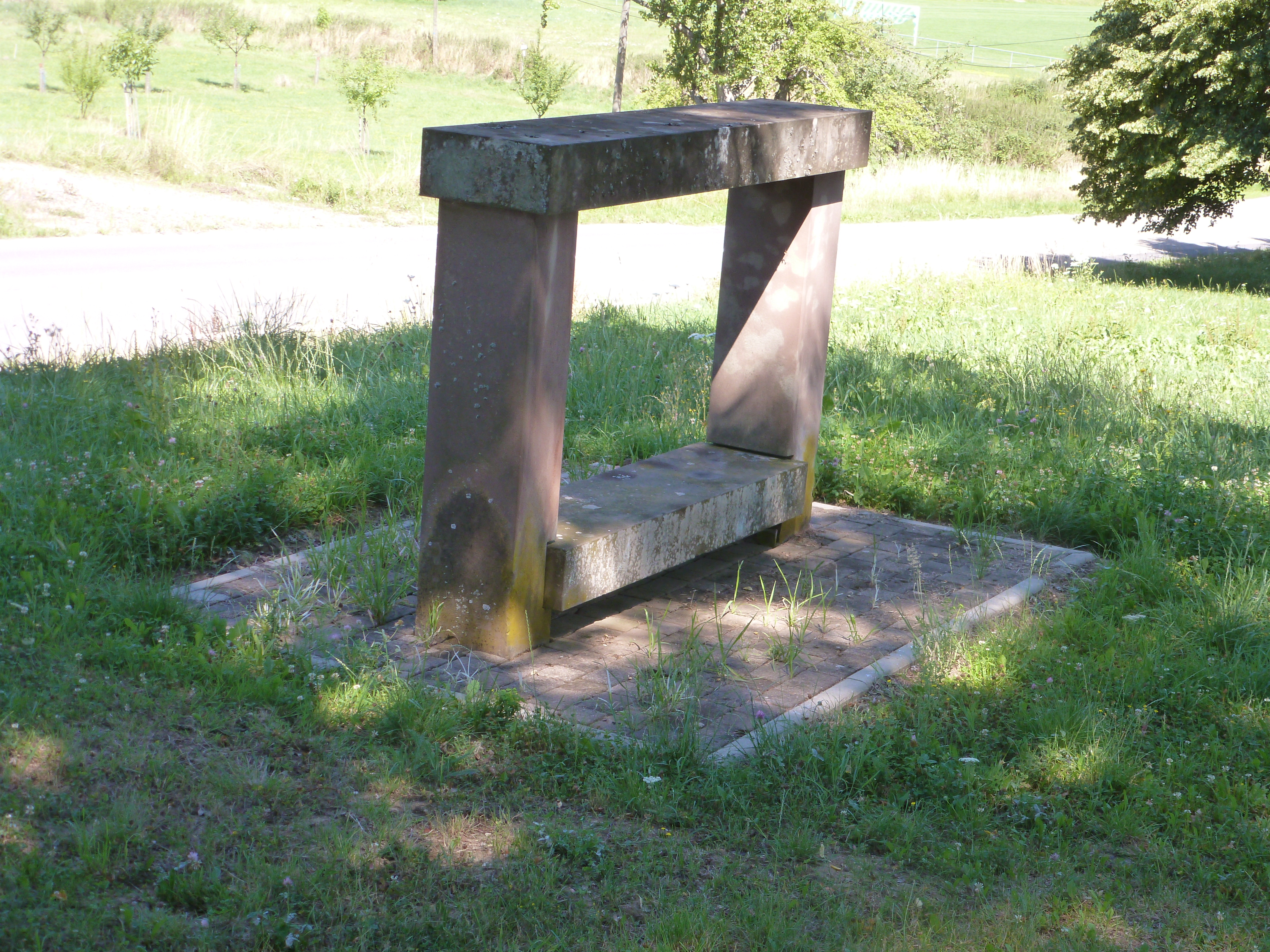
Banc reposoir napoléonien.
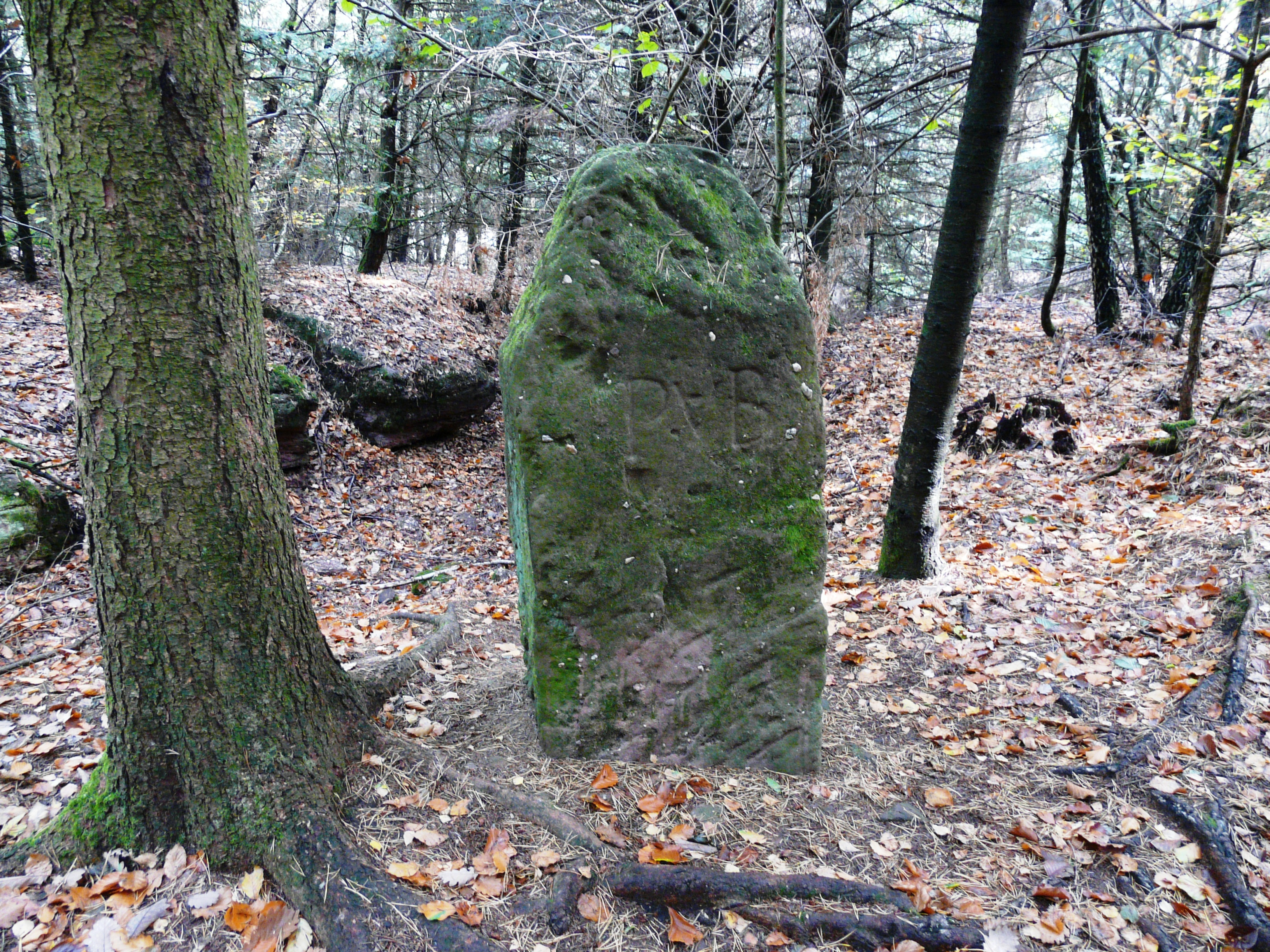
Borne romaine.
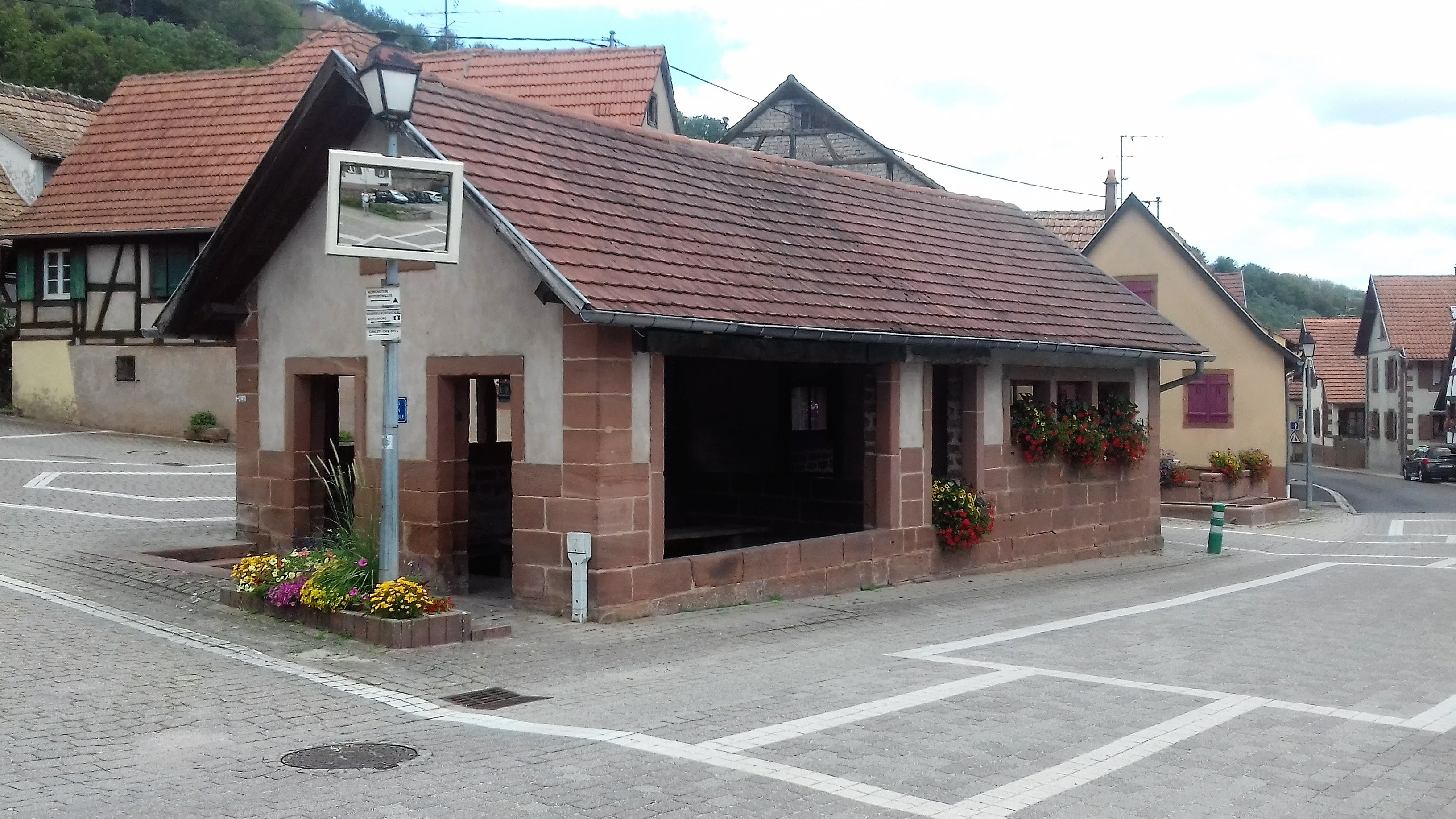
Lavoir.
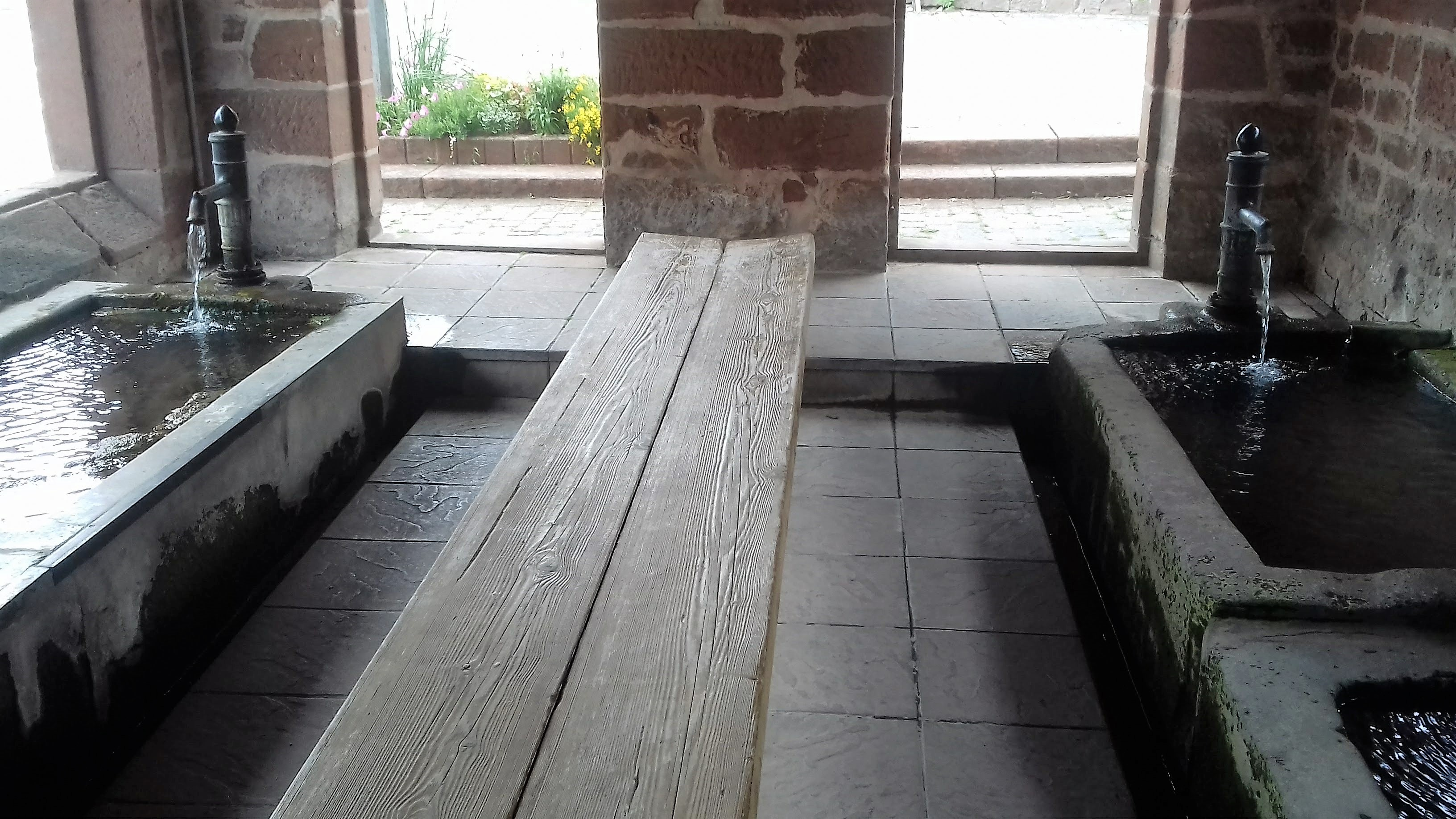
Lavoir.

### Héraldique
| Blason de Ernolsheim-lès-Saverne | Blason  | D'azur à saint Michel archange terrassant le dragon, tenant de sa dextre une épée et de sa senestre une balance, le tout d'or, accompagné de huit étoiles d'argent ordonnées en orle. |
| Blason de Ernolsheim-lès-Saverne | Détails | |